# Bewährung in der Produktion
Die Bewährung in der Produktion, auch Bewährung in der sozialistischen Produktion, Produktionsbewährung oder umgangssprachlich: „zur Bewährung in die Produktion“ war eine Disziplinar- und Korrekturmaßnahme staatlicher Dienststellen in der DDR. Angewendet wurde sie an Menschen mit aktivem nonkonformen Verhalten gegenüber der DDR und der SED, um diese später (wieder) in staatliche Strukturen (Studium, Leitung, Wirtschaft, Verteidigung) einzufügen oder um dem DDR-System fern stehende Menschen nach deren Bewährung in staatliche Strukturen einzugliedern.

## Details
Verhängt wurde diese Auflage gewöhnlich von vorgesetzten Dienststellen gegen Studenten, Künstler, Intellektuelle, aber auch leitende Angestellte und Angestellte mit besonderen Aufgaben bzw. Mitglieder der SED (Parteistrafe). Den Betroffenen wurde in der Regel ein Arbeitsplatz mit normaler körperlicher Arbeit in einem Kollektiv der sozialistischen Arbeit für die Dauer von 1-2 Jahren zugewiesen, um dort Sichtweise und Verhalten gegenüber dem sozialistischen Staat, aktiv repräsentiert durch das Arbeitskollektiv, durch Teilnahme an kollektiver körperlicher Arbeit zu korrigieren. Nach Ablauf der Entsendung gab die Leitung des Arbeitskollektivs, gemeinsam mit der Betriebsgewerkschaftsleitung, eine unabhängige Beurteilung über den Betroffenen an die entsendende Dienststelle ab und sprach eine Empfehlung für oder gegen den Betroffenen aus. Je nach Beurteilung konnte der Betroffene seine ursprüngliche Tätigkeit wieder aufnehmen bzw. eine neue Tätigkeit (z. B. Studium) beginnen.
Meistens wurde der Betroffene während seiner Bewährungszeit von inoffiziellen Mitarbeitern des Ministeriums für Staatssicherheit beobachtet.
Betroffen waren zum Beispiel Jürgen Teller, B. K. Tragelehn, Paul Werner Wagner, Bettina Wegner, Siegmar Faust, Roland Jahn, Eggert Beleites, Ibrahim Böhme, Horst Jonas, Hans Jacobus, Martin Robbe, Peter Ruben, Camilla Warnke und Klaus Schlüter.